# アウトストラーデ・メリディオナーリ
アウトストラーデ・メリディオナーリ社（Sam - Società Autostrade Meridionali S.p.A.）は、高速道路の管理運営業務を行うイタリアの企業。アウトストラーダ A3のナポリ - サレルノ間の運営をANASに委託された法人で、2012年12月31日が委託期限となっている。1925年5月21日にナポリを本拠とし設立され、ミラノ株式取引所に上場している。

## 会社のデータ
- 社名: Società Autostrade Meridionali - S.a.m. S.p.A.
- 法的所在地: Via Giovanni Porzio, 4 - 80143 Napoli
- 社長: Piero di Salvo
- 資本金: 9,056,250 ユーロ
- コーディチェ・フィスカーレとナポリの事業登記: 00658460639

## 主要株主
- Autostrade per l'Italia S.p.A. - 58.983%
- ナポリ県 - 5.000%